# Rybaki (powiat opolski)
Rybaki – wieś w Polsce położona w województwie lubelskim, w powiecie opolskim, w gminie Wilków.
W latach 1975–1998 miejscowość należała administracyjnie do województwa lubelskiego.
Wieś stanowi sołectwo w gminie Wilków. Według Narodowego Spisu Powszechnego z roku 2011 wieś liczyła 93 mieszkańców.